# Quintet / Sextet
Quintet / Sextet je společné studiové album trumpetisty Milese Davise a vibrafonisty Milta Jacksona nahrané 5. srpna 1955 ve studiu Van Gelder Studio. Nahrávky produkoval Bob Weinstock a album vyšlo v roce 1956 u vydavatelství Prestige Records.

## Seznam skladeb
| Pořadí | Název       | Délka |
| ------ | ----------- | ----- |
| 1.     | Dr. Jackle  | 8:55  |
| 2.     | Bitty Ditty | 6:37  |
| 3.     | Minor March | 8:18  |
| 4.     | Changes     | 7:11  |

## Obsazení
- Miles Davis – trubka
- Milt Jackson – vibrafon
- Jackie McLean – altsaxofon
- Ray Bryant – klavír
- Percy Heath – kontrabas
- Art Taylor – bicí